# Spiel ohne Grenzen 1979
Bei der 15. Ausgabe von Spiel ohne Grenzen spielten das Erste Mal 8 Länder mit. Nach dem Ausscheiden der Niederlande und dem Neueintritt Jugoslawien im Vorjahr, war nun Portugal neu dabei. Um die Spielrunden in einem ähnlichen Zeitrahmen zu halten, werden im Fil Rouge zwei Mannschaften gleichzeitig antreten. Auch gab es mit dem Einsatz vom Joker eine Änderung. Statt einer Verdoppelung der Punkte gab es Bonuspunkte. Für den 1. Platz 6 Punkte, 2. Platz 4 Punkte und für den 3. Platz 2 Punkte. Ab dem 4. Platz gab es keine zusätzliche Punkte mehr.

## Deutsche Qualifikation
Am 5. Mai 1979 fand in Aichach das erste deutsche Qualifikationsturnier statt. Die Mannschaft aus Unterschleißheim hat dieses Turnier gewonnen. Weiter kamen auch Mering und Starnberg, als gemeinsame Zweitplatzierte. Aichach hat die Qualifikation als bester 4. Platzierter noch geschafft. Dies wurde nötig, da acht internationale Runden gespielt wurden. Die gastgebende Mannschaft aus Augsburg wurde Letzter. Bonn war für die internationale Runde gesetzt. In Bonn fand die 6. Runde der internationalen Wettkämpfe statt.
| Platz | Stadt            | Punte |
| ----- | ---------------- | ----- |
| 1     | Unterschleißheim | 29    |
| 2     | Mering           | 27    |
|       | Starnberg        | 27    |
| 4     | Aichach          | 23    |
| 5     | Augsburg         | 20    |

Das 2. Turnier fand am 19. Mai 1979 in Bad Segeberg im Kalkbergstadion statt. Hier finden auch die Karl-Mey Spiele statt. Das Thema dieser Qualifikationsrunde war dann auch "Die amerikanische Roten Indianer". Aurich konnte diese Ausscheidung vor den punktgleichen Teams aus Bad Segeberg und Neumünster gewinnen. Scheeßel und Wunsdorf schieden aus.
Diese Runde in Bad Segeberg war die 100. deutsche Austragung von Spiel ohne Grenzen. 73 nationale und 27 internationale Runden, die in Deutschland stattgefunden haben.
| Platz | Stadt        | Punte |
| ----- | ------------ | ----- |
| 1     | Aurich       | 28    |
| 2     | Neumünster   | 26    |
|       | Bad Segeberg | 26    |
| 4     | Scheeßel     | 22    |
| 5     | Wunstorf     | 21    |

## 1. RundeAscona, Schweiz
| Platz | Land | Stadt            | Punkte | Bemerkung |
| ----- | ---- | ---------------- | ------ | --- |
| 1     | CH   | Ascona           | 45     | Die erste Runde wurde am 29. Mai 1979 in Ascona gespielt. Spielort war die Piazza Giuseppe Motta. Das Thema zu dieser Spielrunde war "Zirkus". Die Schweizer Mannschaft aus dem Tessin konnte im letzten Spiel den Rückstand von einem Punkt auf das britische Team aus Arun in einen Vorsprung von einem Punkt umwandeln. Im zweiten Spiel haben die Schweizer ihren Joker schlecht gesetzt und nur 2. Punkte geholt, danach haben sie nur noch vordere Plätze erkämpft. Mit diesem Sieg hatten sie auch gleichzeitig die Final Qualifikation geschafft. Die deutsche Mannschaft aus Unterschleißheim musste den 5. Platz mit den Jugoslawien teilen. |
| 2     | GB   | Arun             | 44     | Die erste Runde wurde am 29. Mai 1979 in Ascona gespielt. Spielort war die Piazza Giuseppe Motta. Das Thema zu dieser Spielrunde war "Zirkus". Die Schweizer Mannschaft aus dem Tessin konnte im letzten Spiel den Rückstand von einem Punkt auf das britische Team aus Arun in einen Vorsprung von einem Punkt umwandeln. Im zweiten Spiel haben die Schweizer ihren Joker schlecht gesetzt und nur 2. Punkte geholt, danach haben sie nur noch vordere Plätze erkämpft. Mit diesem Sieg hatten sie auch gleichzeitig die Final Qualifikation geschafft. Die deutsche Mannschaft aus Unterschleißheim musste den 5. Platz mit den Jugoslawien teilen. |
| 3     | I    | Ancona           | 40     | Die erste Runde wurde am 29. Mai 1979 in Ascona gespielt. Spielort war die Piazza Giuseppe Motta. Das Thema zu dieser Spielrunde war "Zirkus". Die Schweizer Mannschaft aus dem Tessin konnte im letzten Spiel den Rückstand von einem Punkt auf das britische Team aus Arun in einen Vorsprung von einem Punkt umwandeln. Im zweiten Spiel haben die Schweizer ihren Joker schlecht gesetzt und nur 2. Punkte geholt, danach haben sie nur noch vordere Plätze erkämpft. Mit diesem Sieg hatten sie auch gleichzeitig die Final Qualifikation geschafft. Die deutsche Mannschaft aus Unterschleißheim musste den 5. Platz mit den Jugoslawien teilen. |
| 4     | P    | Braga            | 38     | Die erste Runde wurde am 29. Mai 1979 in Ascona gespielt. Spielort war die Piazza Giuseppe Motta. Das Thema zu dieser Spielrunde war "Zirkus". Die Schweizer Mannschaft aus dem Tessin konnte im letzten Spiel den Rückstand von einem Punkt auf das britische Team aus Arun in einen Vorsprung von einem Punkt umwandeln. Im zweiten Spiel haben die Schweizer ihren Joker schlecht gesetzt und nur 2. Punkte geholt, danach haben sie nur noch vordere Plätze erkämpft. Mit diesem Sieg hatten sie auch gleichzeitig die Final Qualifikation geschafft. Die deutsche Mannschaft aus Unterschleißheim musste den 5. Platz mit den Jugoslawien teilen. |
| 5     | D    | Unterschleißheim | 34     | Die erste Runde wurde am 29. Mai 1979 in Ascona gespielt. Spielort war die Piazza Giuseppe Motta. Das Thema zu dieser Spielrunde war "Zirkus". Die Schweizer Mannschaft aus dem Tessin konnte im letzten Spiel den Rückstand von einem Punkt auf das britische Team aus Arun in einen Vorsprung von einem Punkt umwandeln. Im zweiten Spiel haben die Schweizer ihren Joker schlecht gesetzt und nur 2. Punkte geholt, danach haben sie nur noch vordere Plätze erkämpft. Mit diesem Sieg hatten sie auch gleichzeitig die Final Qualifikation geschafft. Die deutsche Mannschaft aus Unterschleißheim musste den 5. Platz mit den Jugoslawien teilen. |
|       | YU   | Tetovo           | 34     | Die erste Runde wurde am 29. Mai 1979 in Ascona gespielt. Spielort war die Piazza Giuseppe Motta. Das Thema zu dieser Spielrunde war "Zirkus". Die Schweizer Mannschaft aus dem Tessin konnte im letzten Spiel den Rückstand von einem Punkt auf das britische Team aus Arun in einen Vorsprung von einem Punkt umwandeln. Im zweiten Spiel haben die Schweizer ihren Joker schlecht gesetzt und nur 2. Punkte geholt, danach haben sie nur noch vordere Plätze erkämpft. Mit diesem Sieg hatten sie auch gleichzeitig die Final Qualifikation geschafft. Die deutsche Mannschaft aus Unterschleißheim musste den 5. Platz mit den Jugoslawien teilen. |
| 7     | B    | Tubize           | 27     | Die erste Runde wurde am 29. Mai 1979 in Ascona gespielt. Spielort war die Piazza Giuseppe Motta. Das Thema zu dieser Spielrunde war "Zirkus". Die Schweizer Mannschaft aus dem Tessin konnte im letzten Spiel den Rückstand von einem Punkt auf das britische Team aus Arun in einen Vorsprung von einem Punkt umwandeln. Im zweiten Spiel haben die Schweizer ihren Joker schlecht gesetzt und nur 2. Punkte geholt, danach haben sie nur noch vordere Plätze erkämpft. Mit diesem Sieg hatten sie auch gleichzeitig die Final Qualifikation geschafft. Die deutsche Mannschaft aus Unterschleißheim musste den 5. Platz mit den Jugoslawien teilen. |
| 8     | F    | Digne-les-Bains  | 26     | Die erste Runde wurde am 29. Mai 1979 in Ascona gespielt. Spielort war die Piazza Giuseppe Motta. Das Thema zu dieser Spielrunde war "Zirkus". Die Schweizer Mannschaft aus dem Tessin konnte im letzten Spiel den Rückstand von einem Punkt auf das britische Team aus Arun in einen Vorsprung von einem Punkt umwandeln. Im zweiten Spiel haben die Schweizer ihren Joker schlecht gesetzt und nur 2. Punkte geholt, danach haben sie nur noch vordere Plätze erkämpft. Mit diesem Sieg hatten sie auch gleichzeitig die Final Qualifikation geschafft. Die deutsche Mannschaft aus Unterschleißheim musste den 5. Platz mit den Jugoslawien teilen. |

## 2. RundeSaint-Gaudens, Frankreich
| Platz | Land | Stadt            | Punkte | Bemerkung |
| ----- | ---- | ---------------- | ------ | --- |
| 1     | YU   | Zrenjanin        | 53     | Die zweite Runde wurde am 13. Juni 1979 in Saint-Gaudens ausgetragen. Gespielt wurde auf dem Circuit du Comminges zum Thema "Zinnsoldaten". Die deutsche Mannschaft aus Mering wurde Dritter. In zwei Spielrunden wurden sie Letzter und holten nur je einen Punkt, und haben so eine viel bessere Platzierung verpasst. Das Team aus Jugoslawien wurde überlegen Sieger. Für die französische Heimmannschaft blieb nur der Letzte Platz. Sie wurden viermal Letzter. Auch in ihrem Jokerspiel holten sie nur einen Punkt. |
| 2     | I    | Aosta            | 47     | Die zweite Runde wurde am 13. Juni 1979 in Saint-Gaudens ausgetragen. Gespielt wurde auf dem Circuit du Comminges zum Thema "Zinnsoldaten". Die deutsche Mannschaft aus Mering wurde Dritter. In zwei Spielrunden wurden sie Letzter und holten nur je einen Punkt, und haben so eine viel bessere Platzierung verpasst. Das Team aus Jugoslawien wurde überlegen Sieger. Für die französische Heimmannschaft blieb nur der Letzte Platz. Sie wurden viermal Letzter. Auch in ihrem Jokerspiel holten sie nur einen Punkt. |
| 3     | D    | Mering           | 45     | Die zweite Runde wurde am 13. Juni 1979 in Saint-Gaudens ausgetragen. Gespielt wurde auf dem Circuit du Comminges zum Thema "Zinnsoldaten". Die deutsche Mannschaft aus Mering wurde Dritter. In zwei Spielrunden wurden sie Letzter und holten nur je einen Punkt, und haben so eine viel bessere Platzierung verpasst. Das Team aus Jugoslawien wurde überlegen Sieger. Für die französische Heimmannschaft blieb nur der Letzte Platz. Sie wurden viermal Letzter. Auch in ihrem Jokerspiel holten sie nur einen Punkt. |
| 4     | B    | Beringen         | 38     | Die zweite Runde wurde am 13. Juni 1979 in Saint-Gaudens ausgetragen. Gespielt wurde auf dem Circuit du Comminges zum Thema "Zinnsoldaten". Die deutsche Mannschaft aus Mering wurde Dritter. In zwei Spielrunden wurden sie Letzter und holten nur je einen Punkt, und haben so eine viel bessere Platzierung verpasst. Das Team aus Jugoslawien wurde überlegen Sieger. Für die französische Heimmannschaft blieb nur der Letzte Platz. Sie wurden viermal Letzter. Auch in ihrem Jokerspiel holten sie nur einen Punkt. |
| 5     | CH   | Romont           | 33     | Die zweite Runde wurde am 13. Juni 1979 in Saint-Gaudens ausgetragen. Gespielt wurde auf dem Circuit du Comminges zum Thema "Zinnsoldaten". Die deutsche Mannschaft aus Mering wurde Dritter. In zwei Spielrunden wurden sie Letzter und holten nur je einen Punkt, und haben so eine viel bessere Platzierung verpasst. Das Team aus Jugoslawien wurde überlegen Sieger. Für die französische Heimmannschaft blieb nur der Letzte Platz. Sie wurden viermal Letzter. Auch in ihrem Jokerspiel holten sie nur einen Punkt. |
|       | GB   | Henley-on-Thames | 33     | Die zweite Runde wurde am 13. Juni 1979 in Saint-Gaudens ausgetragen. Gespielt wurde auf dem Circuit du Comminges zum Thema "Zinnsoldaten". Die deutsche Mannschaft aus Mering wurde Dritter. In zwei Spielrunden wurden sie Letzter und holten nur je einen Punkt, und haben so eine viel bessere Platzierung verpasst. Das Team aus Jugoslawien wurde überlegen Sieger. Für die französische Heimmannschaft blieb nur der Letzte Platz. Sie wurden viermal Letzter. Auch in ihrem Jokerspiel holten sie nur einen Punkt. |
| 7     | P    | Aveiro           | 28     | Die zweite Runde wurde am 13. Juni 1979 in Saint-Gaudens ausgetragen. Gespielt wurde auf dem Circuit du Comminges zum Thema "Zinnsoldaten". Die deutsche Mannschaft aus Mering wurde Dritter. In zwei Spielrunden wurden sie Letzter und holten nur je einen Punkt, und haben so eine viel bessere Platzierung verpasst. Das Team aus Jugoslawien wurde überlegen Sieger. Für die französische Heimmannschaft blieb nur der Letzte Platz. Sie wurden viermal Letzter. Auch in ihrem Jokerspiel holten sie nur einen Punkt. |
| 8     | F    | Saint-Gaudens    | 21     | Die zweite Runde wurde am 13. Juni 1979 in Saint-Gaudens ausgetragen. Gespielt wurde auf dem Circuit du Comminges zum Thema "Zinnsoldaten". Die deutsche Mannschaft aus Mering wurde Dritter. In zwei Spielrunden wurden sie Letzter und holten nur je einen Punkt, und haben so eine viel bessere Platzierung verpasst. Das Team aus Jugoslawien wurde überlegen Sieger. Für die französische Heimmannschaft blieb nur der Letzte Platz. Sie wurden viermal Letzter. Auch in ihrem Jokerspiel holten sie nur einen Punkt. |

## 3. RundeDonji Milanovac, Jugoslawien
| Platz | Land | Stadt                   | Punkte | Bemerkung |
| ----- | ---- | ----------------------- | ------ | --- |
| 1     | YU   | Donji Milanovac         | 48     | Am 27. Juni 1979 fand in Donji Milanovac die nächste Runde statt. Als Thema wählte man die "Jagd". Kopf an Kopf gingen die Jugoslawen und Schweizer in die letzte Runde. Die Schweizer lagen vor dem Fil Rouge noch Vorne, holten aber im Zwischenspiel dann nur zwei Punkte. Das letzte Spiel gewannen die Jugoslawen und somit auch diesen Spieltag. Das deutsche Team aus Starnberg hatte mit zwei letzten Plätzen eine bessere Platzierung verpasst. Auch im Jokerspiel holten sie nur drei Punkte. Was ihnen am Schluss nur für den 5. Platz reichte. |
| 2     | CH   | Weggis                  | 43     | Am 27. Juni 1979 fand in Donji Milanovac die nächste Runde statt. Als Thema wählte man die "Jagd". Kopf an Kopf gingen die Jugoslawen und Schweizer in die letzte Runde. Die Schweizer lagen vor dem Fil Rouge noch Vorne, holten aber im Zwischenspiel dann nur zwei Punkte. Das letzte Spiel gewannen die Jugoslawen und somit auch diesen Spieltag. Das deutsche Team aus Starnberg hatte mit zwei letzten Plätzen eine bessere Platzierung verpasst. Auch im Jokerspiel holten sie nur drei Punkte. Was ihnen am Schluss nur für den 5. Platz reichte. |
| 3     | GB   | North Walsham           | 35     | Am 27. Juni 1979 fand in Donji Milanovac die nächste Runde statt. Als Thema wählte man die "Jagd". Kopf an Kopf gingen die Jugoslawen und Schweizer in die letzte Runde. Die Schweizer lagen vor dem Fil Rouge noch Vorne, holten aber im Zwischenspiel dann nur zwei Punkte. Das letzte Spiel gewannen die Jugoslawen und somit auch diesen Spieltag. Das deutsche Team aus Starnberg hatte mit zwei letzten Plätzen eine bessere Platzierung verpasst. Auch im Jokerspiel holten sie nur drei Punkte. Was ihnen am Schluss nur für den 5. Platz reichte. |
| 4     | B    | Theux                   | 34     | Am 27. Juni 1979 fand in Donji Milanovac die nächste Runde statt. Als Thema wählte man die "Jagd". Kopf an Kopf gingen die Jugoslawen und Schweizer in die letzte Runde. Die Schweizer lagen vor dem Fil Rouge noch Vorne, holten aber im Zwischenspiel dann nur zwei Punkte. Das letzte Spiel gewannen die Jugoslawen und somit auch diesen Spieltag. Das deutsche Team aus Starnberg hatte mit zwei letzten Plätzen eine bessere Platzierung verpasst. Auch im Jokerspiel holten sie nur drei Punkte. Was ihnen am Schluss nur für den 5. Platz reichte. |
| 5     | D    | Starnberg               | 32     | Am 27. Juni 1979 fand in Donji Milanovac die nächste Runde statt. Als Thema wählte man die "Jagd". Kopf an Kopf gingen die Jugoslawen und Schweizer in die letzte Runde. Die Schweizer lagen vor dem Fil Rouge noch Vorne, holten aber im Zwischenspiel dann nur zwei Punkte. Das letzte Spiel gewannen die Jugoslawen und somit auch diesen Spieltag. Das deutsche Team aus Starnberg hatte mit zwei letzten Plätzen eine bessere Platzierung verpasst. Auch im Jokerspiel holten sie nur drei Punkte. Was ihnen am Schluss nur für den 5. Platz reichte. |
| 6     | P    | Horta                   | 29     | Am 27. Juni 1979 fand in Donji Milanovac die nächste Runde statt. Als Thema wählte man die "Jagd". Kopf an Kopf gingen die Jugoslawen und Schweizer in die letzte Runde. Die Schweizer lagen vor dem Fil Rouge noch Vorne, holten aber im Zwischenspiel dann nur zwei Punkte. Das letzte Spiel gewannen die Jugoslawen und somit auch diesen Spieltag. Das deutsche Team aus Starnberg hatte mit zwei letzten Plätzen eine bessere Platzierung verpasst. Auch im Jokerspiel holten sie nur drei Punkte. Was ihnen am Schluss nur für den 5. Platz reichte. |
| 7     | F    | Saint-Chamond           | 28     | Am 27. Juni 1979 fand in Donji Milanovac die nächste Runde statt. Als Thema wählte man die "Jagd". Kopf an Kopf gingen die Jugoslawen und Schweizer in die letzte Runde. Die Schweizer lagen vor dem Fil Rouge noch Vorne, holten aber im Zwischenspiel dann nur zwei Punkte. Das letzte Spiel gewannen die Jugoslawen und somit auch diesen Spieltag. Das deutsche Team aus Starnberg hatte mit zwei letzten Plätzen eine bessere Platzierung verpasst. Auch im Jokerspiel holten sie nur drei Punkte. Was ihnen am Schluss nur für den 5. Platz reichte. |
| 8     | I    | Castel San Pietro Terme | 23     | Am 27. Juni 1979 fand in Donji Milanovac die nächste Runde statt. Als Thema wählte man die "Jagd". Kopf an Kopf gingen die Jugoslawen und Schweizer in die letzte Runde. Die Schweizer lagen vor dem Fil Rouge noch Vorne, holten aber im Zwischenspiel dann nur zwei Punkte. Das letzte Spiel gewannen die Jugoslawen und somit auch diesen Spieltag. Das deutsche Team aus Starnberg hatte mit zwei letzten Plätzen eine bessere Platzierung verpasst. Auch im Jokerspiel holten sie nur drei Punkte. Was ihnen am Schluss nur für den 5. Platz reichte. |

## 4. RundeChioggia, Italien
| Platz | Land | Stadt    | Punkte | Bemerkung |
| ----- | ---- | -------- | ------ | --- |
| 1     | I    | Chioggia | 46     | Am 11. Juli 1979 fand in Chioggia die 4. Runde von Spiel ohne Grenzen statt. Das Thema war "Spektakulär in einem Garten". Die Heimmannschaft konnte diese Runde knapp vor dem britischen und französischen Teams gewinnen. Aurich wurde zusammen mit den Belgier Vierter. Am 15. April 1979 erlitt das Gebiet um die Stadt Bar in Jugoslawien ein schweres Erdbeben mit vielen Todesopfern. Trotzdem schickte die Stadt ihr versprochenes Team an den Wettkampf. Als Geste schenkte jeder Mannschaftsführer dem jugoslawischen Mannschaftsführer eine Topfpflanze für den zerstörten Botanischen Garten. |
| 2     | GB   | Dudley   | 44     | Am 11. Juli 1979 fand in Chioggia die 4. Runde von Spiel ohne Grenzen statt. Das Thema war "Spektakulär in einem Garten". Die Heimmannschaft konnte diese Runde knapp vor dem britischen und französischen Teams gewinnen. Aurich wurde zusammen mit den Belgier Vierter. Am 15. April 1979 erlitt das Gebiet um die Stadt Bar in Jugoslawien ein schweres Erdbeben mit vielen Todesopfern. Trotzdem schickte die Stadt ihr versprochenes Team an den Wettkampf. Als Geste schenkte jeder Mannschaftsführer dem jugoslawischen Mannschaftsführer eine Topfpflanze für den zerstörten Botanischen Garten. |
| 3     | F    | Troyes   | 43     | Am 11. Juli 1979 fand in Chioggia die 4. Runde von Spiel ohne Grenzen statt. Das Thema war "Spektakulär in einem Garten". Die Heimmannschaft konnte diese Runde knapp vor dem britischen und französischen Teams gewinnen. Aurich wurde zusammen mit den Belgier Vierter. Am 15. April 1979 erlitt das Gebiet um die Stadt Bar in Jugoslawien ein schweres Erdbeben mit vielen Todesopfern. Trotzdem schickte die Stadt ihr versprochenes Team an den Wettkampf. Als Geste schenkte jeder Mannschaftsführer dem jugoslawischen Mannschaftsführer eine Topfpflanze für den zerstörten Botanischen Garten. |
| 4     | B    | Izegem   | 38     | Am 11. Juli 1979 fand in Chioggia die 4. Runde von Spiel ohne Grenzen statt. Das Thema war "Spektakulär in einem Garten". Die Heimmannschaft konnte diese Runde knapp vor dem britischen und französischen Teams gewinnen. Aurich wurde zusammen mit den Belgier Vierter. Am 15. April 1979 erlitt das Gebiet um die Stadt Bar in Jugoslawien ein schweres Erdbeben mit vielen Todesopfern. Trotzdem schickte die Stadt ihr versprochenes Team an den Wettkampf. Als Geste schenkte jeder Mannschaftsführer dem jugoslawischen Mannschaftsführer eine Topfpflanze für den zerstörten Botanischen Garten. |
|       | D    | Aurich   | 38     | Am 11. Juli 1979 fand in Chioggia die 4. Runde von Spiel ohne Grenzen statt. Das Thema war "Spektakulär in einem Garten". Die Heimmannschaft konnte diese Runde knapp vor dem britischen und französischen Teams gewinnen. Aurich wurde zusammen mit den Belgier Vierter. Am 15. April 1979 erlitt das Gebiet um die Stadt Bar in Jugoslawien ein schweres Erdbeben mit vielen Todesopfern. Trotzdem schickte die Stadt ihr versprochenes Team an den Wettkampf. Als Geste schenkte jeder Mannschaftsführer dem jugoslawischen Mannschaftsführer eine Topfpflanze für den zerstörten Botanischen Garten. |
| 6     | CH   | Monthey  | 29     | Am 11. Juli 1979 fand in Chioggia die 4. Runde von Spiel ohne Grenzen statt. Das Thema war "Spektakulär in einem Garten". Die Heimmannschaft konnte diese Runde knapp vor dem britischen und französischen Teams gewinnen. Aurich wurde zusammen mit den Belgier Vierter. Am 15. April 1979 erlitt das Gebiet um die Stadt Bar in Jugoslawien ein schweres Erdbeben mit vielen Todesopfern. Trotzdem schickte die Stadt ihr versprochenes Team an den Wettkampf. Als Geste schenkte jeder Mannschaftsführer dem jugoslawischen Mannschaftsführer eine Topfpflanze für den zerstörten Botanischen Garten. |
| 7     | P    | Évora    | 26     | Am 11. Juli 1979 fand in Chioggia die 4. Runde von Spiel ohne Grenzen statt. Das Thema war "Spektakulär in einem Garten". Die Heimmannschaft konnte diese Runde knapp vor dem britischen und französischen Teams gewinnen. Aurich wurde zusammen mit den Belgier Vierter. Am 15. April 1979 erlitt das Gebiet um die Stadt Bar in Jugoslawien ein schweres Erdbeben mit vielen Todesopfern. Trotzdem schickte die Stadt ihr versprochenes Team an den Wettkampf. Als Geste schenkte jeder Mannschaftsführer dem jugoslawischen Mannschaftsführer eine Topfpflanze für den zerstörten Botanischen Garten. |
| 8     | YU   | Bar      | 23     | |

## 5. RundeBrüssel, Belgien
| Platz | Land | Stadt                | Punkte | Bemerkung |
| ----- | ---- | -------------------- | ------ | --- |
| 1     | YU   | Belgrad              | 51     | Am 25. Juli 1979 war Belgrad der Gastgeber. Gespielt wurde im Heysel Park beim Atomium zum Thema "Brüssel in der Vergangenheit und Gegenwart". Der belgische Sender RTBF hatte die Länder aufgefordert ihre Hauptstädte zu schicken. Mit Ausnahme der Schweiz, die ihre größte Stadt Zürich schickte und den Deutschen, die Neumünster schickten, weil ihre Hauptstadt Bonn schon den internationalen Durchgang ausrichtet. Am Anfang war Zürich in Führung, danach Belgrad. Die jugoslawische Mannschaft hatte am Schluss die Nase vorn. Neumünster landete auf dem vierten Platz. Ihr Jokerspiel beendeten sie auf dem letzten Platz und holte nur einen Punkt, statt den erhofften 14. |
| 2     | CH   | Zürich               | 46     | Am 25. Juli 1979 war Belgrad der Gastgeber. Gespielt wurde im Heysel Park beim Atomium zum Thema "Brüssel in der Vergangenheit und Gegenwart". Der belgische Sender RTBF hatte die Länder aufgefordert ihre Hauptstädte zu schicken. Mit Ausnahme der Schweiz, die ihre größte Stadt Zürich schickte und den Deutschen, die Neumünster schickten, weil ihre Hauptstadt Bonn schon den internationalen Durchgang ausrichtet. Am Anfang war Zürich in Führung, danach Belgrad. Die jugoslawische Mannschaft hatte am Schluss die Nase vorn. Neumünster landete auf dem vierten Platz. Ihr Jokerspiel beendeten sie auf dem letzten Platz und holte nur einen Punkt, statt den erhofften 14. |
| 3     | F    | Paris                | 40     | Am 25. Juli 1979 war Belgrad der Gastgeber. Gespielt wurde im Heysel Park beim Atomium zum Thema "Brüssel in der Vergangenheit und Gegenwart". Der belgische Sender RTBF hatte die Länder aufgefordert ihre Hauptstädte zu schicken. Mit Ausnahme der Schweiz, die ihre größte Stadt Zürich schickte und den Deutschen, die Neumünster schickten, weil ihre Hauptstadt Bonn schon den internationalen Durchgang ausrichtet. Am Anfang war Zürich in Führung, danach Belgrad. Die jugoslawische Mannschaft hatte am Schluss die Nase vorn. Neumünster landete auf dem vierten Platz. Ihr Jokerspiel beendeten sie auf dem letzten Platz und holte nur einen Punkt, statt den erhofften 14. |
| 4     | D    | Neumünster           | 38     | Am 25. Juli 1979 war Belgrad der Gastgeber. Gespielt wurde im Heysel Park beim Atomium zum Thema "Brüssel in der Vergangenheit und Gegenwart". Der belgische Sender RTBF hatte die Länder aufgefordert ihre Hauptstädte zu schicken. Mit Ausnahme der Schweiz, die ihre größte Stadt Zürich schickte und den Deutschen, die Neumünster schickten, weil ihre Hauptstadt Bonn schon den internationalen Durchgang ausrichtet. Am Anfang war Zürich in Führung, danach Belgrad. Die jugoslawische Mannschaft hatte am Schluss die Nase vorn. Neumünster landete auf dem vierten Platz. Ihr Jokerspiel beendeten sie auf dem letzten Platz und holte nur einen Punkt, statt den erhofften 14. |
| 5     | B    | Brüssel              | 35     | Am 25. Juli 1979 war Belgrad der Gastgeber. Gespielt wurde im Heysel Park beim Atomium zum Thema "Brüssel in der Vergangenheit und Gegenwart". Der belgische Sender RTBF hatte die Länder aufgefordert ihre Hauptstädte zu schicken. Mit Ausnahme der Schweiz, die ihre größte Stadt Zürich schickte und den Deutschen, die Neumünster schickten, weil ihre Hauptstadt Bonn schon den internationalen Durchgang ausrichtet. Am Anfang war Zürich in Führung, danach Belgrad. Die jugoslawische Mannschaft hatte am Schluss die Nase vorn. Neumünster landete auf dem vierten Platz. Ihr Jokerspiel beendeten sie auf dem letzten Platz und holte nur einen Punkt, statt den erhofften 14. |
| 6     | I    | Rom                  | 30     | Am 25. Juli 1979 war Belgrad der Gastgeber. Gespielt wurde im Heysel Park beim Atomium zum Thema "Brüssel in der Vergangenheit und Gegenwart". Der belgische Sender RTBF hatte die Länder aufgefordert ihre Hauptstädte zu schicken. Mit Ausnahme der Schweiz, die ihre größte Stadt Zürich schickte und den Deutschen, die Neumünster schickten, weil ihre Hauptstadt Bonn schon den internationalen Durchgang ausrichtet. Am Anfang war Zürich in Führung, danach Belgrad. Die jugoslawische Mannschaft hatte am Schluss die Nase vorn. Neumünster landete auf dem vierten Platz. Ihr Jokerspiel beendeten sie auf dem letzten Platz und holte nur einen Punkt, statt den erhofften 14. |
| 7     | GB   | Kingston-upon-Thames | 27     | Am 25. Juli 1979 war Belgrad der Gastgeber. Gespielt wurde im Heysel Park beim Atomium zum Thema "Brüssel in der Vergangenheit und Gegenwart". Der belgische Sender RTBF hatte die Länder aufgefordert ihre Hauptstädte zu schicken. Mit Ausnahme der Schweiz, die ihre größte Stadt Zürich schickte und den Deutschen, die Neumünster schickten, weil ihre Hauptstadt Bonn schon den internationalen Durchgang ausrichtet. Am Anfang war Zürich in Führung, danach Belgrad. Die jugoslawische Mannschaft hatte am Schluss die Nase vorn. Neumünster landete auf dem vierten Platz. Ihr Jokerspiel beendeten sie auf dem letzten Platz und holte nur einen Punkt, statt den erhofften 14. |
| 8     | P    | Lissabon             | 26     | Am 25. Juli 1979 war Belgrad der Gastgeber. Gespielt wurde im Heysel Park beim Atomium zum Thema "Brüssel in der Vergangenheit und Gegenwart". Der belgische Sender RTBF hatte die Länder aufgefordert ihre Hauptstädte zu schicken. Mit Ausnahme der Schweiz, die ihre größte Stadt Zürich schickte und den Deutschen, die Neumünster schickten, weil ihre Hauptstadt Bonn schon den internationalen Durchgang ausrichtet. Am Anfang war Zürich in Führung, danach Belgrad. Die jugoslawische Mannschaft hatte am Schluss die Nase vorn. Neumünster landete auf dem vierten Platz. Ihr Jokerspiel beendeten sie auf dem letzten Platz und holte nur einen Punkt, statt den erhofften 14. |

## 6. RundeBonn, Deutschland
| Platz | Land | Stadt                | Punkte | Bemerkung |
| ----- | ---- | -------------------- | ------ | --- |
| 1     | D    | Bonn                 | 47     | Am 8. August 1979 fand in Bonn die 6. Staffel, zum Thema "Das Open Air Festival", statt. Vor dem letzten Spiel lagen Meran und Karlovac einen Punkt vor der Mannschaft aus Bonn. Die Italiener schieden als erstes aus und danach folgte die jugoslawische Mannschaft. So war der Weg frei für Bonn. Sie wurden im letzten Spiel Zweiter und holten sich den Tagessieg mit 4 Punkten Vorsprung. Gleichzeitig sicherten sie sich die Teilnahme am Finale in Bordeaux im September. |
| 2     | YU   | Karlovac             | 43     | Am 8. August 1979 fand in Bonn die 6. Staffel, zum Thema "Das Open Air Festival", statt. Vor dem letzten Spiel lagen Meran und Karlovac einen Punkt vor der Mannschaft aus Bonn. Die Italiener schieden als erstes aus und danach folgte die jugoslawische Mannschaft. So war der Weg frei für Bonn. Sie wurden im letzten Spiel Zweiter und holten sich den Tagessieg mit 4 Punkten Vorsprung. Gleichzeitig sicherten sie sich die Teilnahme am Finale in Bordeaux im September. |
| 3     | I    | Meran                | 42     | Am 8. August 1979 fand in Bonn die 6. Staffel, zum Thema "Das Open Air Festival", statt. Vor dem letzten Spiel lagen Meran und Karlovac einen Punkt vor der Mannschaft aus Bonn. Die Italiener schieden als erstes aus und danach folgte die jugoslawische Mannschaft. So war der Weg frei für Bonn. Sie wurden im letzten Spiel Zweiter und holten sich den Tagessieg mit 4 Punkten Vorsprung. Gleichzeitig sicherten sie sich die Teilnahme am Finale in Bordeaux im September. |
| 4     | GB   | Douglas              | 40     | Am 8. August 1979 fand in Bonn die 6. Staffel, zum Thema "Das Open Air Festival", statt. Vor dem letzten Spiel lagen Meran und Karlovac einen Punkt vor der Mannschaft aus Bonn. Die Italiener schieden als erstes aus und danach folgte die jugoslawische Mannschaft. So war der Weg frei für Bonn. Sie wurden im letzten Spiel Zweiter und holten sich den Tagessieg mit 4 Punkten Vorsprung. Gleichzeitig sicherten sie sich die Teilnahme am Finale in Bordeaux im September. |
| 5     | F    | Mandelieu-la-Napoule | 36     | Am 8. August 1979 fand in Bonn die 6. Staffel, zum Thema "Das Open Air Festival", statt. Vor dem letzten Spiel lagen Meran und Karlovac einen Punkt vor der Mannschaft aus Bonn. Die Italiener schieden als erstes aus und danach folgte die jugoslawische Mannschaft. So war der Weg frei für Bonn. Sie wurden im letzten Spiel Zweiter und holten sich den Tagessieg mit 4 Punkten Vorsprung. Gleichzeitig sicherten sie sich die Teilnahme am Finale in Bordeaux im September. |
| 6     | P    | Funchal              | 32     | Am 8. August 1979 fand in Bonn die 6. Staffel, zum Thema "Das Open Air Festival", statt. Vor dem letzten Spiel lagen Meran und Karlovac einen Punkt vor der Mannschaft aus Bonn. Die Italiener schieden als erstes aus und danach folgte die jugoslawische Mannschaft. So war der Weg frei für Bonn. Sie wurden im letzten Spiel Zweiter und holten sich den Tagessieg mit 4 Punkten Vorsprung. Gleichzeitig sicherten sie sich die Teilnahme am Finale in Bordeaux im September. |
| 7     | CH   | Trélex               | 28     | Am 8. August 1979 fand in Bonn die 6. Staffel, zum Thema "Das Open Air Festival", statt. Vor dem letzten Spiel lagen Meran und Karlovac einen Punkt vor der Mannschaft aus Bonn. Die Italiener schieden als erstes aus und danach folgte die jugoslawische Mannschaft. So war der Weg frei für Bonn. Sie wurden im letzten Spiel Zweiter und holten sich den Tagessieg mit 4 Punkten Vorsprung. Gleichzeitig sicherten sie sich die Teilnahme am Finale in Bordeaux im September. |
| 8     | B    | Mouscron             | 20     | Am 8. August 1979 fand in Bonn die 6. Staffel, zum Thema "Das Open Air Festival", statt. Vor dem letzten Spiel lagen Meran und Karlovac einen Punkt vor der Mannschaft aus Bonn. Die Italiener schieden als erstes aus und danach folgte die jugoslawische Mannschaft. So war der Weg frei für Bonn. Sie wurden im letzten Spiel Zweiter und holten sich den Tagessieg mit 4 Punkten Vorsprung. Gleichzeitig sicherten sie sich die Teilnahme am Finale in Bordeaux im September. |

## 7. RundeSt Albans, Großbritannien
| Platz | Land | Stadt        | Punkte | Bemerkung |
| ----- | ---- | ------------ | ------ | --- |
| 1     | F    | Bar-le-Duc   | 52     | Am 21. August 1979 fanden die Spiele in St. Albans statt. Gespielt wurde auf Westminster Lodge Areal zum Thema "Die Kirmes". Das französische Team hat am Anfang die Führung übernommen und musste sie zwischendurch nur einmal an Banja Luka abgeben. Im Fil Rouge und im letzten Spiel holten sie zwei Siege mit je acht Punkten und konnten so die starken Jugoslawen auf Abstand halten. Für die Mannschaft aus Deutschland blieb der 5. Platz. Einzig beim Jokerspiel holten sie die volle Punktzahl von 14, sonst aber waren sie im Mittelmaß zu finden. Einen bitteren Abend erlebte die Mannschaft aus Portugal. Albufeira wurde fünfmal Letzter und zweimal Vorletzter. Einzig beim 2. Spiel erreichten sie einen 4. Platz und 5 Punkte. Am Ende waren es gesamt 14 Punkte. |
| 2     | YU   | Banja Luka   | 49     | Am 21. August 1979 fanden die Spiele in St. Albans statt. Gespielt wurde auf Westminster Lodge Areal zum Thema "Die Kirmes". Das französische Team hat am Anfang die Führung übernommen und musste sie zwischendurch nur einmal an Banja Luka abgeben. Im Fil Rouge und im letzten Spiel holten sie zwei Siege mit je acht Punkten und konnten so die starken Jugoslawen auf Abstand halten. Für die Mannschaft aus Deutschland blieb der 5. Platz. Einzig beim Jokerspiel holten sie die volle Punktzahl von 14, sonst aber waren sie im Mittelmaß zu finden. Einen bitteren Abend erlebte die Mannschaft aus Portugal. Albufeira wurde fünfmal Letzter und zweimal Vorletzter. Einzig beim 2. Spiel erreichten sie einen 4. Platz und 5 Punkte. Am Ende waren es gesamt 14 Punkte. |
| 3     | B    | Lierde       | 42     | Am 21. August 1979 fanden die Spiele in St. Albans statt. Gespielt wurde auf Westminster Lodge Areal zum Thema "Die Kirmes". Das französische Team hat am Anfang die Führung übernommen und musste sie zwischendurch nur einmal an Banja Luka abgeben. Im Fil Rouge und im letzten Spiel holten sie zwei Siege mit je acht Punkten und konnten so die starken Jugoslawen auf Abstand halten. Für die Mannschaft aus Deutschland blieb der 5. Platz. Einzig beim Jokerspiel holten sie die volle Punktzahl von 14, sonst aber waren sie im Mittelmaß zu finden. Einen bitteren Abend erlebte die Mannschaft aus Portugal. Albufeira wurde fünfmal Letzter und zweimal Vorletzter. Einzig beim 2. Spiel erreichten sie einen 4. Platz und 5 Punkte. Am Ende waren es gesamt 14 Punkte. |
| 4     | GB   | St. Albans   | 40     | Am 21. August 1979 fanden die Spiele in St. Albans statt. Gespielt wurde auf Westminster Lodge Areal zum Thema "Die Kirmes". Das französische Team hat am Anfang die Führung übernommen und musste sie zwischendurch nur einmal an Banja Luka abgeben. Im Fil Rouge und im letzten Spiel holten sie zwei Siege mit je acht Punkten und konnten so die starken Jugoslawen auf Abstand halten. Für die Mannschaft aus Deutschland blieb der 5. Platz. Einzig beim Jokerspiel holten sie die volle Punktzahl von 14, sonst aber waren sie im Mittelmaß zu finden. Einen bitteren Abend erlebte die Mannschaft aus Portugal. Albufeira wurde fünfmal Letzter und zweimal Vorletzter. Einzig beim 2. Spiel erreichten sie einen 4. Platz und 5 Punkte. Am Ende waren es gesamt 14 Punkte. |
| 5     | D    | Bad Segeberg | 39     | Am 21. August 1979 fanden die Spiele in St. Albans statt. Gespielt wurde auf Westminster Lodge Areal zum Thema "Die Kirmes". Das französische Team hat am Anfang die Führung übernommen und musste sie zwischendurch nur einmal an Banja Luka abgeben. Im Fil Rouge und im letzten Spiel holten sie zwei Siege mit je acht Punkten und konnten so die starken Jugoslawen auf Abstand halten. Für die Mannschaft aus Deutschland blieb der 5. Platz. Einzig beim Jokerspiel holten sie die volle Punktzahl von 14, sonst aber waren sie im Mittelmaß zu finden. Einen bitteren Abend erlebte die Mannschaft aus Portugal. Albufeira wurde fünfmal Letzter und zweimal Vorletzter. Einzig beim 2. Spiel erreichten sie einen 4. Platz und 5 Punkte. Am Ende waren es gesamt 14 Punkte. |
| 6     | CH   | Roveredo     | 33     | Am 21. August 1979 fanden die Spiele in St. Albans statt. Gespielt wurde auf Westminster Lodge Areal zum Thema "Die Kirmes". Das französische Team hat am Anfang die Führung übernommen und musste sie zwischendurch nur einmal an Banja Luka abgeben. Im Fil Rouge und im letzten Spiel holten sie zwei Siege mit je acht Punkten und konnten so die starken Jugoslawen auf Abstand halten. Für die Mannschaft aus Deutschland blieb der 5. Platz. Einzig beim Jokerspiel holten sie die volle Punktzahl von 14, sonst aber waren sie im Mittelmaß zu finden. Einen bitteren Abend erlebte die Mannschaft aus Portugal. Albufeira wurde fünfmal Letzter und zweimal Vorletzter. Einzig beim 2. Spiel erreichten sie einen 4. Platz und 5 Punkte. Am Ende waren es gesamt 14 Punkte. |
| 7     | I    | Ragusa       | 23     | Am 21. August 1979 fanden die Spiele in St. Albans statt. Gespielt wurde auf Westminster Lodge Areal zum Thema "Die Kirmes". Das französische Team hat am Anfang die Führung übernommen und musste sie zwischendurch nur einmal an Banja Luka abgeben. Im Fil Rouge und im letzten Spiel holten sie zwei Siege mit je acht Punkten und konnten so die starken Jugoslawen auf Abstand halten. Für die Mannschaft aus Deutschland blieb der 5. Platz. Einzig beim Jokerspiel holten sie die volle Punktzahl von 14, sonst aber waren sie im Mittelmaß zu finden. Einen bitteren Abend erlebte die Mannschaft aus Portugal. Albufeira wurde fünfmal Letzter und zweimal Vorletzter. Einzig beim 2. Spiel erreichten sie einen 4. Platz und 5 Punkte. Am Ende waren es gesamt 14 Punkte. |
| 8     | P    | Albufeira    | 14     | Am 21. August 1979 fanden die Spiele in St. Albans statt. Gespielt wurde auf Westminster Lodge Areal zum Thema "Die Kirmes". Das französische Team hat am Anfang die Führung übernommen und musste sie zwischendurch nur einmal an Banja Luka abgeben. Im Fil Rouge und im letzten Spiel holten sie zwei Siege mit je acht Punkten und konnten so die starken Jugoslawen auf Abstand halten. Für die Mannschaft aus Deutschland blieb der 5. Platz. Einzig beim Jokerspiel holten sie die volle Punktzahl von 14, sonst aber waren sie im Mittelmaß zu finden. Einen bitteren Abend erlebte die Mannschaft aus Portugal. Albufeira wurde fünfmal Letzter und zweimal Vorletzter. Einzig beim 2. Spiel erreichten sie einen 4. Platz und 5 Punkte. Am Ende waren es gesamt 14 Punkte. |

## 8. RundeCascais, Portugal
| Platz | Land | Stadt            | Punkte | Bemerkung |
| ----- | ---- | ---------------- | ------ | --- |
| 1     | GB   | Bury             | 43     | Am 5. September 1979 war Cascais der Gastgeber. Gespielt wurde in der Stierkampfarena zum Thema "Stierkampf". In einem engen und spannenden Wettkampf lagen vor dem letzten Wettkampf die Franzosen zwei Punkte vor den Deutschen, Schweizern und Briten. Am Schluss waren die Mannschaft aus Bury zwei Punkte vor den Schweizern und den Franzosen. Aichach hatte den letzten Platz im Spiel und konnte nur einen Punkt verbuchen und landeten auf dem 4. Rang. Nach der 5. Runde hatte die deutsche Mannschaft noch 19 Punkte Vorsprung auf das englische Team. Diese haben sich mit dem Sieg noch für das Finale qualifizieren können. |
| 2     | CH   | Rorschach        | 41     | Am 5. September 1979 war Cascais der Gastgeber. Gespielt wurde in der Stierkampfarena zum Thema "Stierkampf". In einem engen und spannenden Wettkampf lagen vor dem letzten Wettkampf die Franzosen zwei Punkte vor den Deutschen, Schweizern und Briten. Am Schluss waren die Mannschaft aus Bury zwei Punkte vor den Schweizern und den Franzosen. Aichach hatte den letzten Platz im Spiel und konnte nur einen Punkt verbuchen und landeten auf dem 4. Rang. Nach der 5. Runde hatte die deutsche Mannschaft noch 19 Punkte Vorsprung auf das englische Team. Diese haben sich mit dem Sieg noch für das Finale qualifizieren können. |
|       | F    | Rochefort-Samson | 41     | Am 5. September 1979 war Cascais der Gastgeber. Gespielt wurde in der Stierkampfarena zum Thema "Stierkampf". In einem engen und spannenden Wettkampf lagen vor dem letzten Wettkampf die Franzosen zwei Punkte vor den Deutschen, Schweizern und Briten. Am Schluss waren die Mannschaft aus Bury zwei Punkte vor den Schweizern und den Franzosen. Aichach hatte den letzten Platz im Spiel und konnte nur einen Punkt verbuchen und landeten auf dem 4. Rang. Nach der 5. Runde hatte die deutsche Mannschaft noch 19 Punkte Vorsprung auf das englische Team. Diese haben sich mit dem Sieg noch für das Finale qualifizieren können. |
| 4     | D    | Aichach          | 38     | Am 5. September 1979 war Cascais der Gastgeber. Gespielt wurde in der Stierkampfarena zum Thema "Stierkampf". In einem engen und spannenden Wettkampf lagen vor dem letzten Wettkampf die Franzosen zwei Punkte vor den Deutschen, Schweizern und Briten. Am Schluss waren die Mannschaft aus Bury zwei Punkte vor den Schweizern und den Franzosen. Aichach hatte den letzten Platz im Spiel und konnte nur einen Punkt verbuchen und landeten auf dem 4. Rang. Nach der 5. Runde hatte die deutsche Mannschaft noch 19 Punkte Vorsprung auf das englische Team. Diese haben sich mit dem Sieg noch für das Finale qualifizieren können. |
| 5     | YU   | Nova Gorica      | 35     | Am 5. September 1979 war Cascais der Gastgeber. Gespielt wurde in der Stierkampfarena zum Thema "Stierkampf". In einem engen und spannenden Wettkampf lagen vor dem letzten Wettkampf die Franzosen zwei Punkte vor den Deutschen, Schweizern und Briten. Am Schluss waren die Mannschaft aus Bury zwei Punkte vor den Schweizern und den Franzosen. Aichach hatte den letzten Platz im Spiel und konnte nur einen Punkt verbuchen und landeten auf dem 4. Rang. Nach der 5. Runde hatte die deutsche Mannschaft noch 19 Punkte Vorsprung auf das englische Team. Diese haben sich mit dem Sieg noch für das Finale qualifizieren können. |
| 6     | B    | Eupen            | 32     | Am 5. September 1979 war Cascais der Gastgeber. Gespielt wurde in der Stierkampfarena zum Thema "Stierkampf". In einem engen und spannenden Wettkampf lagen vor dem letzten Wettkampf die Franzosen zwei Punkte vor den Deutschen, Schweizern und Briten. Am Schluss waren die Mannschaft aus Bury zwei Punkte vor den Schweizern und den Franzosen. Aichach hatte den letzten Platz im Spiel und konnte nur einen Punkt verbuchen und landeten auf dem 4. Rang. Nach der 5. Runde hatte die deutsche Mannschaft noch 19 Punkte Vorsprung auf das englische Team. Diese haben sich mit dem Sieg noch für das Finale qualifizieren können. |
|       | P    | Cascais-Estoril  | 32     | Am 5. September 1979 war Cascais der Gastgeber. Gespielt wurde in der Stierkampfarena zum Thema "Stierkampf". In einem engen und spannenden Wettkampf lagen vor dem letzten Wettkampf die Franzosen zwei Punkte vor den Deutschen, Schweizern und Briten. Am Schluss waren die Mannschaft aus Bury zwei Punkte vor den Schweizern und den Franzosen. Aichach hatte den letzten Platz im Spiel und konnte nur einen Punkt verbuchen und landeten auf dem 4. Rang. Nach der 5. Runde hatte die deutsche Mannschaft noch 19 Punkte Vorsprung auf das englische Team. Diese haben sich mit dem Sieg noch für das Finale qualifizieren können. |
| 8     | I    | Eboli            | 26     | Am 5. September 1979 war Cascais der Gastgeber. Gespielt wurde in der Stierkampfarena zum Thema "Stierkampf". In einem engen und spannenden Wettkampf lagen vor dem letzten Wettkampf die Franzosen zwei Punkte vor den Deutschen, Schweizern und Briten. Am Schluss waren die Mannschaft aus Bury zwei Punkte vor den Schweizern und den Franzosen. Aichach hatte den letzten Platz im Spiel und konnte nur einen Punkt verbuchen und landeten auf dem 4. Rang. Nach der 5. Runde hatte die deutsche Mannschaft noch 19 Punkte Vorsprung auf das englische Team. Diese haben sich mit dem Sieg noch für das Finale qualifizieren können. |

## Finale
Das Finale fand in Bordeaux, Frankreich, statt. Folgenden Mannschaften haben sich für das Finale qualifiziert:
| Land | Stadt      | Platzierung | Punkte |
| ---- | ---------- | ----------- | ------ |
| YU   | Zrenjanin  | 1           | 53     |
| F    | Bar-le-Duc | 1           | 52     |
| D    | Bonn       | 1           | 47     |
| I    | Chioggia   | 1           | 46     |
| CH   | Ascona     | 1           | 45     |
| GB   | Bury       | 1           | 43     |
| B    | Lierde     | 3           | 42     |
| P    | Braga      | 4           | 38     |

| Platz | Land | Stadt      | Punkte | Bemerkung |
| ----- | ---- | ---------- | ------ | --- |
| 1     | F    | Bar-le-Duc | 50     | Am 19. September 1979 fand das Finale in Bordeaux statt. Das Thema war "Das Festival der Tiere". In einem spannenden Wettkampf lieferten sich die beiden punktstärksten Teams der Vorrunde aus Frankreich und Jugoslawien einen Zweikampf. Mit einem Punkt Vorsprung gingen die Franzosen in das letzte Spiel. Hier ging den Jugoslawen die Luft aus und wurden zweitletzter. Die Franzosen gewannen diese Runde und das Finale. Bonn wurde dreimal Letzter und wurde zusammen mit den Briten Sechster. Für den Neuling aus Portugal war das erste Jahr eine Ernüchterung. Der Letzte Platz im Finale mit 27 Punkte |
| 2     | YU   | Zrenjanin  | 43     | Am 19. September 1979 fand das Finale in Bordeaux statt. Das Thema war "Das Festival der Tiere". In einem spannenden Wettkampf lieferten sich die beiden punktstärksten Teams der Vorrunde aus Frankreich und Jugoslawien einen Zweikampf. Mit einem Punkt Vorsprung gingen die Franzosen in das letzte Spiel. Hier ging den Jugoslawen die Luft aus und wurden zweitletzter. Die Franzosen gewannen diese Runde und das Finale. Bonn wurde dreimal Letzter und wurde zusammen mit den Briten Sechster. Für den Neuling aus Portugal war das erste Jahr eine Ernüchterung. Der Letzte Platz im Finale mit 27 Punkte |
| 3     | B    | Lierde     | 40     | Am 19. September 1979 fand das Finale in Bordeaux statt. Das Thema war "Das Festival der Tiere". In einem spannenden Wettkampf lieferten sich die beiden punktstärksten Teams der Vorrunde aus Frankreich und Jugoslawien einen Zweikampf. Mit einem Punkt Vorsprung gingen die Franzosen in das letzte Spiel. Hier ging den Jugoslawen die Luft aus und wurden zweitletzter. Die Franzosen gewannen diese Runde und das Finale. Bonn wurde dreimal Letzter und wurde zusammen mit den Briten Sechster. Für den Neuling aus Portugal war das erste Jahr eine Ernüchterung. Der Letzte Platz im Finale mit 27 Punkte |
| 4     | CH   | Ascona     | 37     | Am 19. September 1979 fand das Finale in Bordeaux statt. Das Thema war "Das Festival der Tiere". In einem spannenden Wettkampf lieferten sich die beiden punktstärksten Teams der Vorrunde aus Frankreich und Jugoslawien einen Zweikampf. Mit einem Punkt Vorsprung gingen die Franzosen in das letzte Spiel. Hier ging den Jugoslawen die Luft aus und wurden zweitletzter. Die Franzosen gewannen diese Runde und das Finale. Bonn wurde dreimal Letzter und wurde zusammen mit den Briten Sechster. Für den Neuling aus Portugal war das erste Jahr eine Ernüchterung. Der Letzte Platz im Finale mit 27 Punkte |
| 5     | I    | Chioggia   | 33     | Am 19. September 1979 fand das Finale in Bordeaux statt. Das Thema war "Das Festival der Tiere". In einem spannenden Wettkampf lieferten sich die beiden punktstärksten Teams der Vorrunde aus Frankreich und Jugoslawien einen Zweikampf. Mit einem Punkt Vorsprung gingen die Franzosen in das letzte Spiel. Hier ging den Jugoslawen die Luft aus und wurden zweitletzter. Die Franzosen gewannen diese Runde und das Finale. Bonn wurde dreimal Letzter und wurde zusammen mit den Briten Sechster. Für den Neuling aus Portugal war das erste Jahr eine Ernüchterung. Der Letzte Platz im Finale mit 27 Punkte |
| 6     | D    | Bonn       | 30     | Am 19. September 1979 fand das Finale in Bordeaux statt. Das Thema war "Das Festival der Tiere". In einem spannenden Wettkampf lieferten sich die beiden punktstärksten Teams der Vorrunde aus Frankreich und Jugoslawien einen Zweikampf. Mit einem Punkt Vorsprung gingen die Franzosen in das letzte Spiel. Hier ging den Jugoslawen die Luft aus und wurden zweitletzter. Die Franzosen gewannen diese Runde und das Finale. Bonn wurde dreimal Letzter und wurde zusammen mit den Briten Sechster. Für den Neuling aus Portugal war das erste Jahr eine Ernüchterung. Der Letzte Platz im Finale mit 27 Punkte |
|       | GB   | Bury       | 30     | Am 19. September 1979 fand das Finale in Bordeaux statt. Das Thema war "Das Festival der Tiere". In einem spannenden Wettkampf lieferten sich die beiden punktstärksten Teams der Vorrunde aus Frankreich und Jugoslawien einen Zweikampf. Mit einem Punkt Vorsprung gingen die Franzosen in das letzte Spiel. Hier ging den Jugoslawen die Luft aus und wurden zweitletzter. Die Franzosen gewannen diese Runde und das Finale. Bonn wurde dreimal Letzter und wurde zusammen mit den Briten Sechster. Für den Neuling aus Portugal war das erste Jahr eine Ernüchterung. Der Letzte Platz im Finale mit 27 Punkte |
| 8     | P    | Braga      | 27     | Am 19. September 1979 fand das Finale in Bordeaux statt. Das Thema war "Das Festival der Tiere". In einem spannenden Wettkampf lieferten sich die beiden punktstärksten Teams der Vorrunde aus Frankreich und Jugoslawien einen Zweikampf. Mit einem Punkt Vorsprung gingen die Franzosen in das letzte Spiel. Hier ging den Jugoslawen die Luft aus und wurden zweitletzter. Die Franzosen gewannen diese Runde und das Finale. Bonn wurde dreimal Letzter und wurde zusammen mit den Briten Sechster. Für den Neuling aus Portugal war das erste Jahr eine Ernüchterung. Der Letzte Platz im Finale mit 27 Punkte |

Im gesamten Jahr 1979 holten die Mannschaften aus Jugoslawien drei Siege und drei zweite Plätze und auch die meisten Punkte. Deutschland holte zwar nur zwei Podestplätze, hat aber knapp die zweithöchste Punktzahl erreicht.  Portugal holte keine einzige Platzierung unter den ersten drei, war aber dreimal auf dem letzten Platz zu finden. Zweimal lagen die Italiener und Franzosen auf dem letzten Platz. Frankreich hat aber das Finale gewonnen, ihr dritter Sieg nach 1968 und 1975.
| # | Land                   | Gold | Silber | Bronze | Gesamtpunktzahl |
| - | ---------------------- | ---- | ------ | ------ | --------------- |
| 1 | Jugoslawien            | 3    | 3      | 0      | 379             |
| 2 | Deutschland            | 1    | 0      | 1      | 341             |
| 3 | Frankreich             | 2    | 1      | 2      | 337             |
| 4 | Vereinigtes Königreich | 1    | 2      | 1      | 336             |
| 5 | Schweiz                | 1    | 3      | 0      | 335             |
| 6 | Italien                | 1    | 1      | 2      | 310             |
| 7 | Belgien                | 0    | 0      | 2      | 306             |
| 8 | Portugal               | 0    | 0      | 0      | 252             |